# 密勒奈氏鱈
密勒奈氏鱈，為輻鰭魚綱鱈形目鼠尾鱈科的其中一種，分布於東大西洋安哥拉至納米比亞海域，屬深海底棲性魚類，深度320-620公尺，本魚吻短且尖，體淺灰褐色，魚鰭灰白色，嘴巴黑色，體長可達38公分，棲息在底層水域，生活習性不明。